# Tim de Wit
Tim de Wit (Naarden, 10 maart 1981) is een Nederlands journalist.

## Levensloop
Zijn vader werkte bij de Gemeente Amsterdam met langdurig werklozen. De Wit studeerde aan de School voor Journalistiek in Utrecht en volgde een master Internationale betrekkingen aan de Universiteit Utrecht. Een deel van die studie volgde hij aan de Universiteit van Wes-Kaapland in Kaapstad. Tijdens de studie kreeg De Wit voor het eerst last van de ziekte van Crohn.
Vanaf 2007 werkt hij voor de Nederlandse Omroep Stichting (NOS) op de buitenlandredactie en als correspondent, achtereenvolgend in Zuid-Afrika, Duitsland en vanaf 2014 in het Verenigd Koninkrijk en Ierland, waar hij per juli 2021 zijn correspondentschap beëindigde.
Hij heeft ook gewerkt als sportverslaggever bij Eyeworks en bij De Gooi- en Eemlander.
De Wit schrijft voor de dagbladen Trouw en Het Parool en werkt voor het televisieprogramma Nieuwsuur. Daarnaast maakt hij sinds 2019 voor de Stichting Nederlandse Publieke Omroep (NPO) samen met historicus Arend Jan Boekestijn de wekelijkse podcast Europa draait door.
Vanaf januari 2022 presenteert hij samen met Sophie Derkzen het VPRO-programma Bureau Buitenland op NPO Radio 1. In juni 2022 bracht De Wit het boek Wankel koninkrijk uit. Sinds de zomer van 2022  presenteert hij incidenteel NOS Langs de Lijn of Langs de Lijn En Omstreken. Sinds november 2022 is hij presentator van het televisieprogramma Mediastorm.

## Bestseller 60
| Boeken met noteringen in de Nederlandse Bestseller 60 | Jaar van verschijnen | Datum van binnenkomst | Hoogste positie | Aantal weken | Opmerkingen |
| ----------------------------------------------------- | -------------------- | --------------------- | --------------- | ------------ | ----------- |
| Wankel koninkrijk                                     | 2022                 | 21-06-2022            | 37              | 4            |             |